# Emma Stebbins

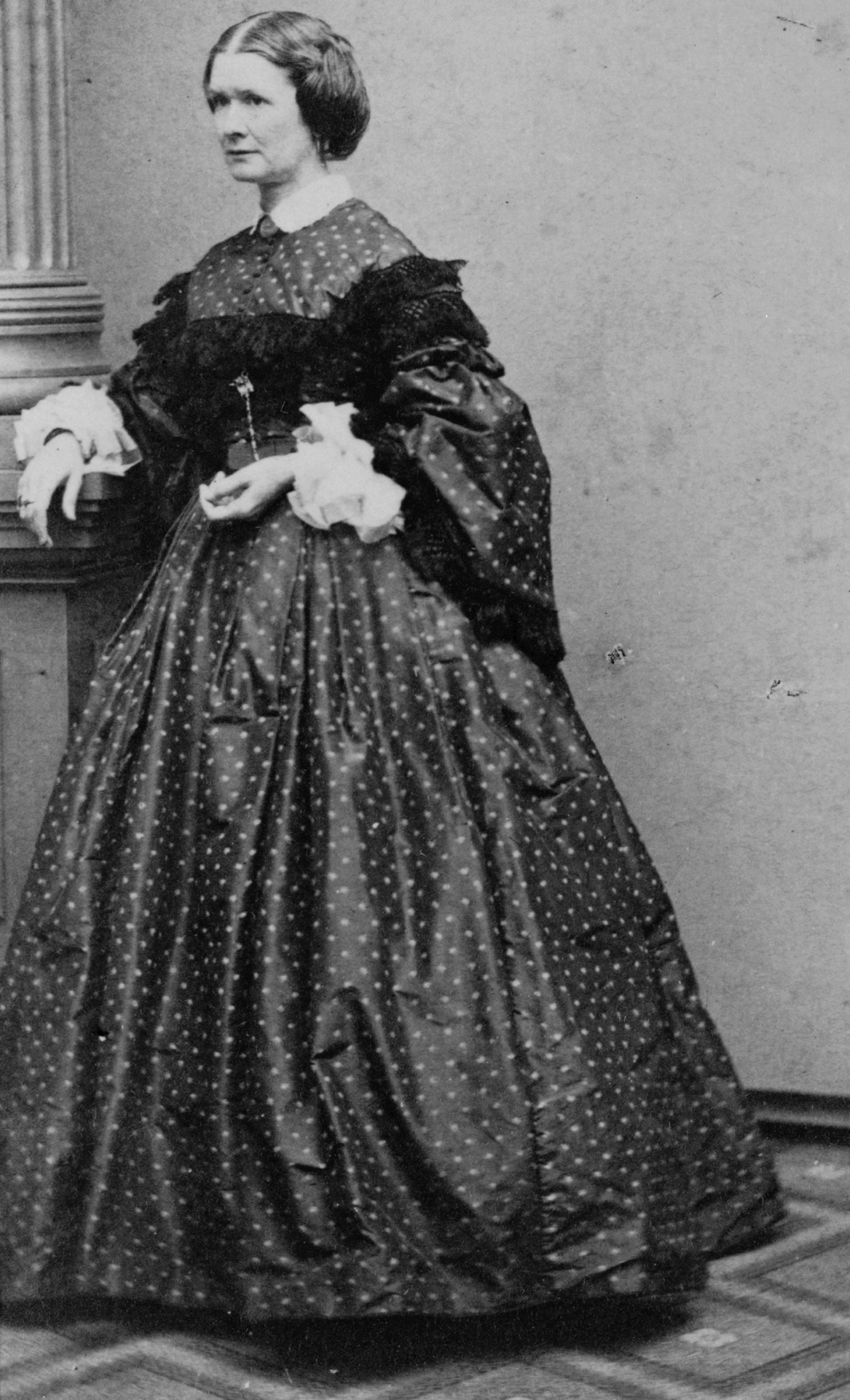
Emma Stebbins

Emma Stebbins (New York, 1 september 1815 - aldaar, 25 oktober 1882) was een Amerikaanse beeldhouwer. Haar bekendste werk is de Bethesda-fontein in het New Yorkse Central Park.

## Biografie
Stebbins is geboren in New York en afkomstig uit een welgestelde familie die haar al op jonge leeftijd aanmoedigde om zich met de kunsten bezig te houden. Gesponsord door haar broer Henry G. Stebbins reisde ze in 1857 naar Rome, waar ze introk bij de beeldhouwer Harriet Hosmer, die daar sinds 1852 gevestigd was. Ze studeerde bij John Gibson, een Engelse neoclassicistische beeldhouwer die daar destijds werkte. Ze ontwikkelde een liefdesrelatie met de actrice Charlotte Cushman, met wie ze verschillende reizen ondernam, onder andere naar Napels. Hun vriendenkring in Rome omvatte naast Hosmer ook Edmonia Lewis. In 1869 werd Cushman behandeld voor borstkanker. Stebbins besteedde al haar tijd aan de zorg voor Cushman, en hield zich twee jaar lang niet met beeldhouwen bezig. In 1870 keerde het koppel terug naar de Verenigde Staten. Cushman stierf aan een longontsteking in 1876. Na haar dood leverde Stebbins geen nieuwe beeldhouwwerken meer af, maar wijdde zich aan het samenstellen van de biografie en correspondentie van Cushman: Charlotte Cushman: her letters and memories of her life, gepubliceerd in 1879. Ze stierf in New York in 1882, op de leeftijd van 67 jaar, en is begraven op het Green-Wood Cemetery in Brooklyn.

## Werken

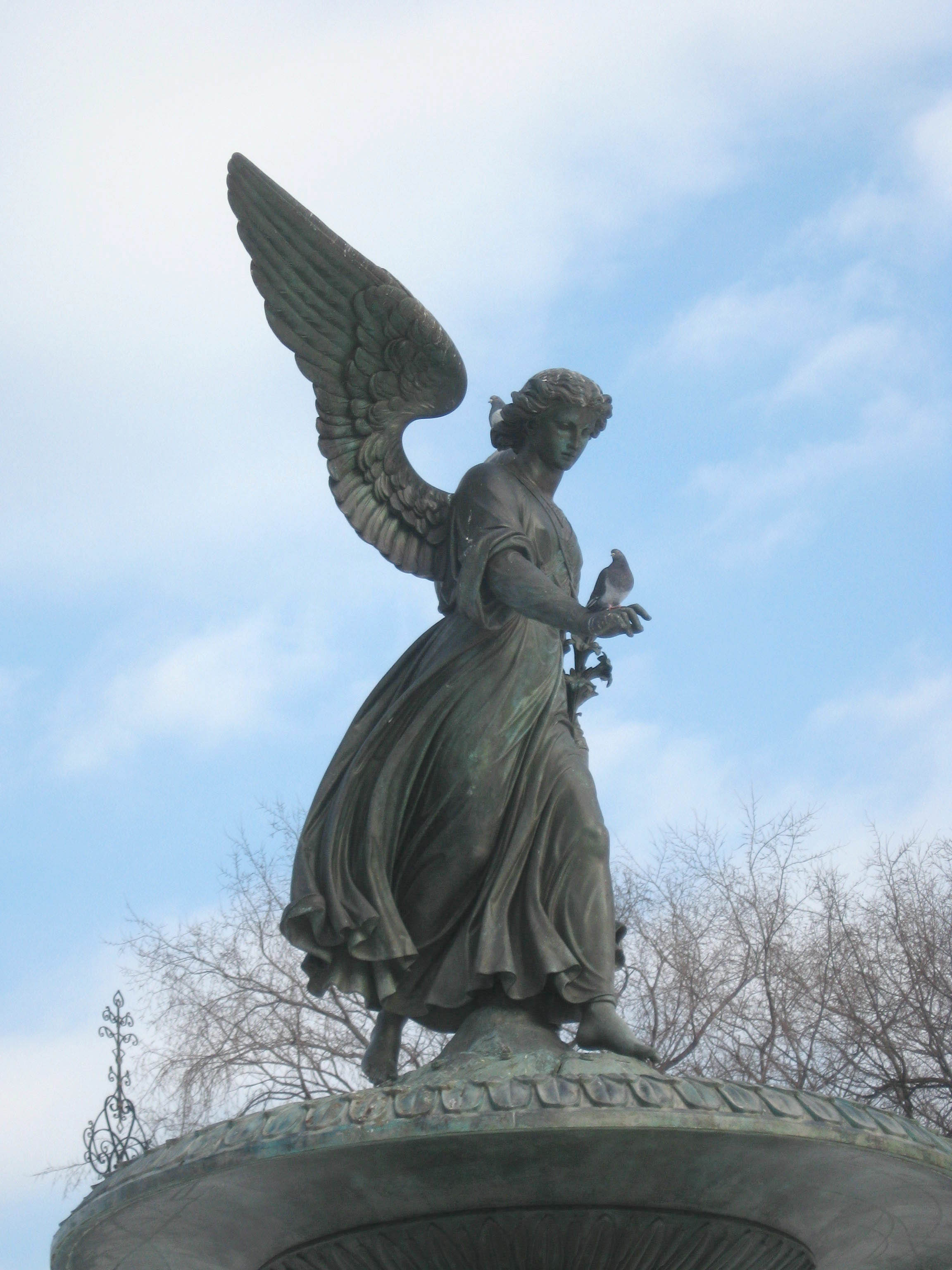
Angel of the Waters

Stebbins heeft bustes gemaakt van haar partner Charlotte Cushman (1860) en van Horace Mann (geïnstalleerd voor het Massachusetts State House in Boston in 1865). Haar bekendse werk is echter de Angel of the Waters, ook wel de Bethesda-fontein genoemd, in het Central Park in New York. Stebbins' "Engel van het water" was bedoeld als een ode aan het schone verse water dat werd aangevoerd door het Croton-aquaduct, voltooid in 1842. De engel houdt in haar linkerhand een lelie, symbool van de reinheid, en maakt met haar rechterhand een zegenende beweging naar het water. Het beeld is een verwijzing naar een verhaal uit het Evangelie volgens Johannes, waarin een engel de bron van Bethesda zegent waardoor deze een geneeskrachtige werking zou krijgen. Volgens de historicus van Central Park, Sara Cedar Miller, had Stebbins de opdracht voor dit werk te danken aan haar broer Henry, die destijds voorzitter was van het bestuur van Central Park. Hoewel het beeld bij de onthulling door velen negatief werd beoordeeld wordt dit werk nu beschouwd als een hoogtepunt van de negentiende-eeuwse Amerikaanse beeldhouwkunst.